# Куриков, Анатолий Павлович
Анатолий Павлович Куриков (род. 2 ноября 1947) — советский боксёр, советский и российский тренер.

## Биография
Анатолий Куриков родился 2 ноября 1947 года.
Выступал в соревнованиях по боксу за петрозаводские Вооружённые силы и «Спартак». Тренировался под руководством Леонида Левина.
В 1973—1975 годах трижды становился бронзовым призёром чемпионата СССР во втором среднем весе. Дважды был чемпионом РСФСР (1970, 1975) и победителем Спартакиады народов РСФСР, в 1972 году выиграл чемпионат Вооружённых сил СССР. Побеждал на международных турнирах.
В течение карьеры провёл 294 боя, одержал 267 побед.
Мастер спорта СССР международного класса.
В 1977 году завершил выступления и перешёл на тренерскую работу, трудился в петрозаводской спортшколе № 5 более 40 лет. Подготовил многих известных боксёров Карелии, в том числе пять мастеров спорта России.
Заслуженный работник физической культуры Республики Карелия (4 июля 2003). Награждён почётным знаком «За вклад в развитие Карелии» (2023).

## Увековечение
17 ноября 2023 года в Петрозаводске состоялся премьерный показ документального фильма «267 побед», посвящённого Анатолию Курикову.